# Helius tshinta
Helius tshinta là một loài ruồi trong họ Limoniidae. Chúng phân bố ở miền Australasia.